# WDWD
WDWD (590 AM; "Faith Talk 590") é uma estação de conversação cristã que atende o mercado metropolitano de Atlanta. Vai ao ar "The Eric Metaxas Show", "Family Talk with Dr. James Dobson", "Turning Point with Dr. David Jeremiah" e "The Narrow Path" apresentado por Steve Gregg.
Seu local de transmissão de rádio, originalmente ao longo da North Druid Hills Road, agora está localizado ao norte de Austell, Geórgia, na região oeste-noroeste da área metropolitana de Atlanta. O sinal da estação é direcionado por um conjunto de antenas direcionais de quatro torres do local do transmissor Austell em direção a Atlanta (e evitando interferência com a WWLX). Em 2009, a estação atualizou a potência diurna do transmissor de 5.000 para 12.000 watts, enquanto a potência noturna permanece em 4.500 watts. Ainda em 2009, a emissora passou a transmitir na modalidade AM HD Radio (híbrida digital) (indisponível desde 2013).